# Tatiana Trejos Rodríguez
Tatiana Trejos Rodríguez (San José, 27 de abril de 1974) es una científica costarricense graduada en Química de la Universidad de Costa Rica, MSC y PhD en Ciencias Forenses de la Florida International University. La Doctora Trejos es una de las 10 mejores profesoras en la rama de la ciencia forense de los Estados Unidos, imparte clases y sigue en el área de la investigación. En el 2012 recibió un premio de la Interpol como “Científica Joven Destacada” y en Costa Rica se le otorgó el Premio Nacional en Tecnología Clodomiro Picado Twight 2014. Este último, por crear el “Método de ablación con láser plasma acoplado inductivamente con espectrómetro de masas” que detecta los elementos que componen un material, utilizando un rayo láser. Este método se aplica en las Ciencias Forenses. 
Actualmente la Dra. Tatiana Trejos Rodríguez se desempeña como Jefe del Laboratorio de Investigación de Análisis de Evidencia Traza (TEAF) y Directora Asistente de Programas Académicos en el Instituto Internacional de Investigación Forense (IFRI) de la Universidad Internacional de la Florida.

## Trayectoria Académica
Cursó sus estudios primarios en la Escuela José Ana Marín, en un pequeño pueblo de San José, llamado Coronado. Además, hizo sus estudios de secundaria en el Colegio Madre del Divino Pastor en Goicoechea durante tres años, y luego pasó al Colegio Científico Costarricense, en San Pedro. Graduada de la Universidad de Costa Rica en Química (1997). Realizó sus estudios de posgrados en la Florida International University, donde obtuvo MSC y PhD. en Ciencias Forenses. La científica visitó a Alama Mater entre el 5 y 6 de agosto. junto con tres profesores del instituto internacional de ciencias forenses en miami 

## Métodos de ablación con láser plasma acoplado inductivamente con espectrómetro de masas
El método realiza un análisis de la composición química de los componentes de algunos materiales para revelar su origen. El láser vaporiza muestras diminutas de evidencia. Al volverse gaseosas, estas se analizan químicamente y luego se comparan con perfiles químicos de materiales ya documentados. Esto ayuda a establecer hechos y otorga alto valor probatorio a esos análisis. El método revolucionó la ciencia forense y ya es aceptado en asuntos judiciales en Estados Unidos. 
La ablación con láser se inventó a mitad de los años 1990 y en el 2000, tenía potencial, pero en el análisis de suelos y geología. Sin embargo, Trejos y sus colegas en la Universidad Internacional de Florida empezaron a publicar artículos científicos sobre todo su potencial para la ciencia forense y sus aplicaciones.
En el 2009, ante pedido del Instituto Nacional de Justicia de Estados Unidos, Trejos empezó a dirigir a un grupo de 34 expertos de Canadá, México, Holanda y Alemania. Su objetivo era hacer pruebas con el láser en el área forense, lograr consistencia en el resultado y la interpretación apropiada de los perfiles químicos para usarlos en tribunales. Esa investigación guiada por Trejos sentó las bases para estandarizar el método a nivel mundial, hasta lograr la aprobación de la Sociedad Americana de Pruebas y Materiales, última instancia de validación y aprobación de métodos y estándares en EE. UU.

## Participación en proyectos
Antes de unirse al equipo de investigación en IFRI, la Dra. Trejos ejerció como perito forense en la Sección de Química Analítica del Departamento de Laboratorios de Ciencias Forenses de Costa Rica.